# Hofkirchen (Niemcy)
Hofkirchen – gmina targowa w Niemczech, w kraju związkowym Bawaria, w rejencji Dolna Bawaria, w regionie Donau-Wald, w powiecie Pasawa. Leży około 25 km na północny zachód od Pasawy, nad Dunajem, przy autostradzie A3.

## Dzielnice
W skład gminy wchodzą trzy dzielnice: Hilgartsberg, Hofkirchen, Garham.

## Demografia
| Rok  | Liczba mieszk. |
| ---- | -------------- |
| 1970 | 2 842          |
| 1987 | 3 122          |
| 2003 | 3 677          |

## Polityka
Wójtem od 2002 jest Wilhelm Wagenpfeil (SPD), jego poprzednikiem był Josef Weiß (CSU).

## Współpraca
Miejscowość partnerska:
- Hofkirchen an der Trattnach, Austria

## Oświata
(na 1999)

W gminie znajduje się przedszkole (132 miejsc i 101 dzieci) oraz 2 szkoły podstawowe (12 nauczycieli, 280 uczniów).